# Lucio Marcio Filipo (cónsul 38 a. C.)
Lucio Marcio Filipo (en latín, Lucius Marcius Philippus) fue un político y militar romano de la república tardía. Cónsul suffectus en el 38 a. C. junto a Lucio Cornelio Léntulo. 

## Familia
Miembro de la rama plebeya de la gens Marcia, era hijo de Lucio Marcio Filipo, cónsul del año 56 a. C., y por lo tanto medio hermano de Octavio.

## Carrera política
Posiblemente augur en el año 50 a. C. En el año 49 a. C. fue elegido tribuno de la plebe, donde vetó la propuesta de enviar a Fausto Cornelio Sila, el yerno de Pompeyo, como propretor de Mauritania, para persuadir a los reyes Boco II y Bogud de ponerse del lado de Pompeyo y abandonar a Julio César. En el año 44 a. C. fue elegido pretor, y aunque se le concedió una provincia para administrar después del ejercicio de su pretura, se negó a aceptar la validez de la adjudicación de las provincias acordada en una reunión del Senado del 28 de noviembre del año 44 a. C. por lo que es llamado por Cicerón

vir patre, avo, majoribus suis dignissimus.

 Con el matrimonio de su padre con Acia, se convirtió en hermanastro de Octaviano, heredero de Julio César. Su padre utilizó su influencia para ayudar a Filipo para obtener el consulado, siendo uno de los cónsules sufectos de 38 a. C. Sin embargo, durante su consulado Filipo no se declaró abiertamente en favor de su hermanastro en la rivalidad surgida entre Octaviano y Marco Antonio
En el 35 a. C. fue nombrado gobernador proconsular de una de las dos provincias de Hispania, sucediendo a Gayo Norbano Flaco. Después de servir durante dos años en Hispania Ulterior, regresó a Roma, donde obtuvo un triunfo que celebró el 27 de abril del año 33 a. C. por sus acciones cuando era gobernador. Con el botín de sus victorias, restauró el templo de Hércules y el de las Musas en el Circo Flaminio. Filipo no parece haber tenido hijos que le hubieran sobrevivido.